# بطولة الولايات المتحدة لسباقات المضمار والميدان في الهواء الطلق
بطولة الولايات المتحدة لسباقات المضمار والميدان في الهواء الطلق هي مسابقة سنوية لسباقات المضمار والميدان وهي البطولة الوطنية الأمريكية لهذه الرياضة، تأسست البطولة في 1992.

## أحداث
يتم عرض الأحداث الرياضية التالية في برنامج البطولات الوطنية:
- العدو : 100 م ، 200 م ، 400 م
- أحداث المسار الأوسط : 800 م ، 1500 م
- أحداث المسار الطويل : 5000 متر ، 10000 متر
- العقبات : 100 متر حواجز ، 110 متر حواجز ، 400 متر حواجز ، 3000 متر حواجز
- القفزات: القفز الطويل ، الوثب الثلاثي ، القفز العالي ، القفز بالزانة
- الرميات: رمي الجرح ، رمي القرص ، المطرقة ، الرمح
- فعاليات رياضية مركبة: heptathlon ، العشاري
- سباق المشي : 20 كم سير (طريق) / 20000 م سير (مسار)

## روابط خارجية
- الموقع الرسمي من USATF
- نبذة تاريخية عن البطولة الوطنية الأمريكية من Track &amp; Field News
- النتائج السابقة من Track &amp; Field News
- أبطال الماضي من USATF